# Туртуз
Турту́з (фр. Tourtouse) — коммуна во Франции, находится в регионе Юг — Пиренеи. Департамент коммуны — Арьеж. Входит в состав кантона Сент-Круа-Вольвестр. Округ коммуны — Сен-Жирон.
Код INSEE коммуны — 09313.

## Население
Население коммуны на 2008 год составляло 160 человек.
| 1962 | 1968 | 1975 | 1982 | 1990 | 1999 | 2008 |
| ---- | ---- | ---- | ---- | ---- | ---- | ---- |
| 157  | 224  | 212  | 201  | 174  | 169  | 160  |

## Экономика
В 2007 году среди 103 человек в трудоспособном возрасте (15—64 лет) 71 были экономически активными, 32 — неактивными (показатель активности — 68,9 %, в 1999 году было 70,3 %). Из 71 активных работали 60 человек (34 мужчины и 26 женщин), безработных было 11 (5 мужчин и 6 женщин). Среди 32 неактивных 3 человека были учениками или студентами, 21 — пенсионерами, 8 были неактивными по другим причинам.